# Nulla poena sine culpa
Der Schuldgrundsatz nulla poena sine culpa ist eine bedeutende Rechtsregel im Strafrecht: Niemand darf für eine Tat bestraft werden, wenn ihn keine Schuld trifft (Schuldprinzip, wörtliche Übersetzung der Formel: „keine Strafe ohne Schuld“).
Strafen können nur an einen Rechtsverstoß durch eine Person anknüpfen. Umstände, die eine Person gerade nicht zu verantworten hat, dürfen keine Bestrafung nach sich ziehen. Das Schuldprinzip des deutschen Strafrechts wurzelt vornehmlich im Rechtsstaatsprinzip gemäß Art. 20 Abs. 3 Grundgesetz. Auf politischer Ebene werden Pläne diskutiert, ein Strafrecht für Unternehmen einzuführen. Das Unternehmensstrafrecht wirft damit aktuell die Reichweite des Schuldprinzips auf, denn ein körperschaftliches Gremium ist keine natürliche Person.
Das Schuldprinzip ist Grundlage für Folgendes:
- Die Strafbegründung: Eine Strafe darf nur verhängt werden, wenn dem Täter seine Tat persönlich zum Vorwurf gemacht werden kann.
- Das Strafmaß: Einzige Grundlage für das Strafmaß ist die Schuld des Täters, wobei die voraussichtlichen Strafwirkungen zu berücksichtigen sind.
- Die Schuld-Unrechts-Kongruenz: Die Schuld muss alle Elemente des verübten Unrechts umfassen.

## Deutschland
Nach der Rechtsprechung des Bundesverfassungsgerichts (BVerfG) ist das Schuldprinzip nicht allein im Rechtsstaatsprinzip des Art. 20  Absatz 3 GG verankert, sondern auch Ausdruck der Menschenwürde, die zur „Verfassungsidentität“ gehört. Sowohl Art. 20 als auch Art. 1 Grundgesetz werden durch die sogenannte Ewigkeitsklausel (Art. 79 Absatz 3 Grundgesetz) vor Änderungen geschützt. Das Schuldprinzip kann mithin durch den parlamentarischen Gesetzgeber nicht abgeschafft oder ersetzt werden. Daher kommt eine Auslieferung zur Vollstreckung eines in Abwesenheit des Verurteilten ohne dessen Anhörung ergangenen Strafurteils – etwa aufgrund europäischen Haftbefehls – nicht in Betracht: „Die deutsche Hoheitsgewalt darf die Hand nicht zu Verletzungen der Menschenwürde durch andere Staaten reichen. Umfang und Ausmaß der Ermittlungen, zu deren Vornahme das Gericht im Hinblick auf die Einhaltung des Schuldprinzips verpflichtet ist, richten sich nach Art und Gewicht der vom Verurteilten vorgetragenen Anhaltspunkte für eine Unterschreitung des durch Art. 1 Abs. 1 GG gebotenen Mindeststandards“ (vgl. Entscheidung des 2. Senats vom 15. Dezember 2015, 2 BvR 2735/14).
Das Rechtsstaatsprinzip enthält auch das Erfordernis materieller Gerechtigkeit: Strafe jeder Art (insbesondere die strafrechtliche Strafe) darf nur auferlegt werden, wenn den Bestraften Schuld trifft. Gerecht ist Strafe also nur, wenn und soweit man dem Bestraften den von ihm begangenen Rechtsverstoß zum Vorwurf machen kann. „Andernfalls wäre die Strafe eine mit dem Rechtsstaatsprinzip unvereinbare Vergeltung für einen Vorgang, den der Betroffene nicht zu verantworten hat.“ (vgl. BVerfGE 20, 323 Rn. 31).
Der alte rechtsstaatliche Grundsatz „nulla poena sine culpa“ – oft ergänzt um „nulla poena sine lege“ (keine Strafe ohne Gesetz) – ist auch in Art. 103 Absatz 2 des Grundgesetzes niedergelegt, wonach das zu bestrafende Verhalten bereits zum Handlungszeitpunkt verboten beziehungsweise mit Strafe bedroht gewesen sein muss. Dieser Grundsatz lässt sich unterteilen in eine objektive (Tat muss verboten sein) sowie eine subjektive Komponente (Tat muss persönlich vorwerfbar sein, Schuldprinzip).
Im deutschen Strafrecht ist das Schuldprinzip in § 46, Absatz 1, Satz 1 StGB explizit geregelt: „Die Schuld des Täters ist Grundlage für die Zumessung der Strafe“. Schuldunfähigkeitsgründe finden sich in §§ 19 f. StGB; die verminderte Schuldfähigkeit ist in § 21 StGB beschrieben.

## Schweiz
Im schweizerischen Strafrecht ist das Schuldprinzip in Art. 19 StGB verankert. Wer nicht fähig ist, das Unrecht seiner Tat einzusehen oder gemäß dieser Einsicht zu handeln, macht sich mangels Schuld nicht strafbar. Bei einer teilweisen Schuldunfähigkeit wird die Strafe gemildert. Nicht berührt davon sind die schuldunabhängigen Maßnahmen wie die stationäre und ambulante Therapie, die Verwahrung oder das Berufsverbot.
Konnte der Täter die Schuldunfähigkeit oder die Verminderung der Schuldfähigkeit vermeiden und die in diesem Zustand begangene Tat voraussehen, erfolgt keine Strafmilderung bzw. Straferlass. Dem Täter wird dann nicht die Tat an sich, sondern die Herbeiführung der Schuldunfähigkeit zum Vorwurf gemacht (actio libera in causa).
2009 forderte Andrea Geissbühler mittels einer von 39 SVP-Parlamentariern mitunterzeichneten parlamentarischen Initiative die Abschaffung des Schuldprinzips.